# Glochidion collinum
Glochidion collinum är en emblikaväxtart som beskrevs av Albert Charles Smith. Glochidion collinum ingår i släktet Glochidion och familjen emblikaväxter. Inga underarter finns listade i Catalogue of Life.